# Nati nel 1908/Marzo
| Questa pagina contiene informazioni ricavate automaticamente dalle voci biografiche con l'ausilio del template Bio e di un bot. L'aggiornamento è periodico e automatico e ricostruisce completamente la pagina. Se manca una persona in questa lista, sei pregato di non aggiungerla, ma accertati piuttosto che la sua voce biografica contenga il template Bio e che i dati anagrafici siano correttamente compilati. Se il template Bio manca, inseriscilo tu stesso o, in alternativa, metti l'avviso {{tmp\|Bio}} che ne segnala la mancanza. Se i dati riportati sono sbagliati, correggi direttamente la voce biografica; le modifiche saranno visibili in questa lista entro pochi giorni. Per chiarimenti vedi il progetto biografie. La lista contiene solo le 156 persone che sono citate nell'enciclopedia e per le quali è stato implementato correttamente il template Bio. Pagina aggiornata al 10 giu 2025. |

- 1º marzo - Helmut Bischoff, militare tedesco († 1993)
- 1º marzo - Alberto Boccianti, scenografo italiano († 2000)
- 2 marzo - Ștefan Barbu, calciatore rumeno († 1970)
- 2 marzo - Walter Bruch, ingegnere tedesco († 1990)
- 2 marzo - Vladimir Vajnštok, regista e sceneggiatore sovietico († 1978)
- 2 marzo - Stan Wagner, hockeista su ghiaccio canadese († 2002)
- 3 marzo - Marga Gil Roësset, scultrice, illustratrice e poetessa spagnola († 1932)
- 3 marzo - Yvonne Godard, nuotatrice francese († 1975)
- 3 marzo - Constant Joacim, calciatore belga († 1979)
- 4 marzo - Tommaso Lamberti, militare e marinaio italiano († 1939)
- 4 marzo - Giulio Massarelli, militare italiano († 1977)
- 5 marzo - Mario Allorini, calciatore italiano († 1989)
- 5 marzo - Christian Boussus, tennista francese († 2003)
- 5 marzo - Fritz Fischer, giornalista tedesco († 1999)
- 5 marzo - Ludwig Goldbrunner, calciatore e allenatore di calcio tedesco († 1981)
- 5 marzo - Rex Harrison, attore britannico († 1990)
- 5 marzo - Erik Källström, calciatore svedese († 1997)
- 5 marzo - Mario Olenich, calciatore e allenatore di calcio italiano
- 5 marzo - Oiva Tuominen, militare e aviatore finlandese († 1976)
- 6 marzo - Assia Dagher, attrice e produttrice cinematografica egiziana († 1986)
- 6 marzo - Víctor Peralta, pugile argentino († 1995)
- 7 marzo - Gianni Cavalieri, attore italiano († 1955)
- 7 marzo - Ruth Eddings, ballerina e attrice statunitense († 1955)
- 7 marzo - Laxman Singh, principe e politico indiano († 1989)
- 7 marzo - Anna Magnani, attrice italiana († 1973)
- 7 marzo - Andreas Munkert, calciatore tedesco († 1982)
- 7 marzo - Alexander Wyclif Reed, scrittore australiano († 1979)
- 7 marzo - Inge Viermetz, giornalista tedesca († 1997)
- 8 marzo - Will Hudson, compositore e arrangiatore statunitense († 1981)
- 8 marzo - Vojtěch Kastl, calciatore cecoslovacco († 1968)
- 8 marzo - Mario Marchesani, generale italiano († 1991)
- 9 marzo - Francesco Camusso, ciclista su strada italiano († 1995)
- 9 marzo - Alexandru Frim, bobbista rumeno († 1985)
- 9 marzo - Leonid Kmit, attore sovietico († 1982)
- 9 marzo - Israel Krupp, calciatore norvegese († 1991)
- 9 marzo - Paul Magès, progettista francese († 1999)
- 9 marzo - Novalyne Price Ellis, insegnante e scrittrice statunitense († 1999)
- 9 marzo - Sep Ruf, architetto tedesco († 1982)
- 9 marzo - Leonardo Sinisgalli, poeta, saggista e critico d'arte italiano († 1981)
- 10 marzo - Orville Brown, wrestler statunitense († 1981)
- 10 marzo - Kristjan Palusalu, lottatore estone († 1987)
- 11 marzo - Umberto Bardelli, ufficiale italiano († 1944)
- 11 marzo - Willi Kund, calciatore tedesco († 1967)
- 11 marzo - Alfredo Mezio, giornalista, critico letterario e critico d'arte italiano († 1978)
- 11 marzo - Matti Sippala, giavellottista e multiplista finlandese († 1997)
- 11 marzo - Frank Smith, fumettista statunitense († 1986)
- 11 marzo - Sonny Boy Williamson II, cantante e compositore statunitense († 1965)
- 11 marzo - Wilhelm Zoepf, militare tedesco († 1980)
- 12 marzo - Gianfranco Cimmino, matematico italiano († 1989)
- 12 marzo - Eugene Conley, tenore statunitense († 1981)
- 12 marzo - Inez Courtney, attrice statunitense († 1975)
- 12 marzo - Kurt Stöpel, ciclista su strada tedesco († 1997)
- 13 marzo - Myrtle Claire Bachelder, chimica statunitense († 1997)
- 13 marzo - Henri Bouillard, presbitero e teologo francese († 1981)
- 13 marzo - Paul Stewart, attore e regista statunitense († 1986)
- 13 marzo - Vito Antonio Terioli, calciatore, cestista e ginnasta italiano († 1997)
- 14 marzo - Antonino Castiglione, imprenditore italiano († 1987)
- 14 marzo - Georges Chabanel, calciatore svizzero († 1989)
- 14 marzo - Edward H. Heinemann, ingegnere statunitense († 1991)
- 14 marzo - Maurice Merleau-Ponty, filosofo francese († 1961)
- 14 marzo - Koča Popović, partigiano, generale e politico jugoslavo († 1992)
- 15 marzo - Kurt Baum, tenore tedesco († 1989)
- 15 marzo - Helen Connelly, attrice statunitense († 1987)
- 15 marzo - József Ember, allenatore di calcio e calciatore ungherese († 1982)
- 15 marzo - Emil Karlsson, calciatore svedese († 2000)
- 15 marzo - Juan López Fontana, allenatore di calcio uruguaiano († 1983)
- 15 marzo - Giuseppe Mangione, sceneggiatore italiano († 1972)
- 15 marzo - Baboo Nimal, hockeista su prato indiano († 1998)
- 15 marzo - Armando Vatta, calciatore italiano († 1995)
- 16 marzo - Orfeo Amadò, architetto svizzero († 1979)
- 16 marzo - Gerhard Damköhler, chimico tedesco († 1944)
- 16 marzo - René Daumal, poeta, scrittore e filosofo francese († 1944)
- 16 marzo - Ernest Rogez, pallanuotista francese († 1986)
- 16 marzo - Robert Rossen, regista, sceneggiatore e produttore cinematografico statunitense († 1966)
- 16 marzo - Josip Tomasevich, economista e scrittore statunitense († 1994)
- 17 marzo - Brigitte Helm, attrice tedesca († 1996)
- 17 marzo - Jack Hildyard, direttore della fotografia britannico († 1990)
- 17 marzo - Suzanne Melk, aviatrice francese († 1951)
- 17 marzo - Boris Nikolaevič Polevoj, scrittore e giornalista sovietico († 1981)
- 17 marzo - Nina Quartero, attrice statunitense († 1985)
- 18 marzo - Vincenzo Lumia, calciatore italiano
- 18 marzo - Jack Milburn, allenatore di calcio e calciatore inglese († 1979)
- 18 marzo - Riccardo Pallottini, direttore della fotografia italiano († 1982)
- 18 marzo - Raymond Patriarca Sr., mafioso statunitense († 1984)
- 19 marzo - Numa Andoire, calciatore e allenatore di calcio francese († 1994)
- 19 marzo - Serafino Ferruzzi, imprenditore italiano († 1979)
- 19 marzo - Francesco Mazzoleni, allenatore di calcio e calciatore italiano
- 19 marzo - Amleto Miniati, calciatore italiano († 1986)
- 19 marzo - George Rodger, fotoreporter inglese († 1995)
- 19 marzo - Christa Schröder, tedesca († 1984)
- 20 marzo - Leone Della Latta, calciatore e allenatore di calcio italiano
- 20 marzo - Kathryn Forbes, scrittrice statunitense († 1966)
- 20 marzo - Oskar Heil, inventore tedesco († 1994)
- 20 marzo - Dave Petillo, mafioso statunitense († 1983)
- 20 marzo - Michael Redgrave, attore britannico († 1985)
- 20 marzo - Roger Trinquier, militare francese († 1986)
- 20 marzo - François-Albert Viallet, filosofo francese († 1977)
- 21 marzo - Francesco Canova, medico e missionario italiano († 1998)
- 21 marzo - Jenő Kalmár, allenatore di calcio e calciatore ungherese († 1990)
- 21 marzo - Josef Schmitt, calciatore tedesco († 1980)
- 21 marzo - Felice Vatteroni, scultore italiano († 1993)
- 22 marzo - Jack Crawford, tennista australiano († 1991)
- 22 marzo - Albrecht Goes, scrittore tedesco († 2000)
- 22 marzo - Louis L'Amour, scrittore statunitense († 1988)
- 22 marzo - Ernest Libérati, calciatore francese († 1983)
- 22 marzo - Vic Lindquist, hockeista su ghiaccio canadese († 1983)
- 22 marzo - Darno Maffini, artigiano italiano († 2002)
- 23 marzo - Gastone Cazzaniga, calciatore italiano
- 23 marzo - Cecil Collins, pittore inglese († 1989)
- 23 marzo - Domenico De Giorgio, storico italiano († 2003)
- 23 marzo - Frank Farrel, hockeista su ghiaccio statunitense († 2003)
- 23 marzo - Alfredo Giuge, calciatore italiano
- 23 marzo - Charles Herman Helmsing, vescovo cattolico statunitense († 1993)
- 23 marzo - Anatolij Vasil'evič Ljapidevskij, aviatore sovietico († 1983)
- 23 marzo - Archip Michajlovič Ljul'ka, ingegnere aeronautico sovietico († 1984)
- 23 marzo - Giorgio Nissim, antifascista italiano († 1976)
- 23 marzo - Manoel Pitanga, allenatore di pallacanestro brasiliano († 1953)
- 24 marzo - Angelo Cemmi, notaio e politico italiano († 1980)
- 24 marzo - Birgit Åkesson, ballerina e coreografa svedese († 2001)
- 25 marzo - Helmut Käutner, regista, sceneggiatore e attore tedesco († 1980)
- 25 marzo - David Lean, regista, sceneggiatore e attore britannico († 1991)
- 25 marzo - Mário Peixoto, regista e scrittore brasiliano († 1992)
- 25 marzo - Phillip Reed, attore statunitense († 1996)
- 25 marzo - Henri Rochereau, politico francese († 1999)
- 25 marzo - Dan White, attore statunitense († 1980)
- 26 marzo - Adolfo Bolognini, calciatore e allenatore di calcio italiano
- 26 marzo - Rafael Kofman, compositore di scacchi sovietico († 1988)
- 26 marzo - Giuseppe Maretto, scultore e pittore italiano († 1984)
- 26 marzo - Michele Moretti, partigiano, sindacalista e calciatore italiano († 1995)
- 26 marzo - Vittorio Redaelli, calciatore italiano
- 26 marzo - Ákos Ráthonyi, regista e sceneggiatore ungherese († 1969)
- 26 marzo - Hilde Sperling, tennista tedesca († 1981)
- 26 marzo - Franz Stangl, militare austriaco († 1971)
- 27 marzo - Binkie Beaumont, produttore teatrale e direttore teatrale britannico († 1973)
- 27 marzo - Leo Britt, attore inglese († 1979)
- 27 marzo - Archimede Cirinnà, pittore e scultore italiano († 1992)
- 27 marzo - Byron Evard, cestista e allenatore di pallacanestro statunitense († 1983)
- 27 marzo - Joan Fleming, scrittrice britannica († 1980)
- 27 marzo - Rolando Marianelli, calciatore italiano († 1981)
- 27 marzo - Paddy McClure, nuotatore e pallanuotista irlandese († 1965)
- 27 marzo - Alberto Semprini, pianista e direttore d'orchestra inglese († 1990)
- 27 marzo - Tommaso Zerbi, economista e politico italiano († 2001)
- 28 marzo - Grégoire Aslan, attore armeno († 1982)
- 28 marzo - Riccardo Lombardi, predicatore e religioso italiano († 1979)
- 28 marzo - Åke Nauman, pallanuotista svedese († 1995)
- 28 marzo - Francesco Quaroni, dirigente d'azienda italiano († 1990)
- 29 marzo - Arthur O'Connell, attore statunitense († 1981)
- 29 marzo - Dennis O'Keefe, attore statunitense († 1968)
- 29 marzo - Livio Piomarta, ufficiale italiano († 1941)
- 29 marzo - Pavol Steiner, nuotatore e pallanuotista cecoslovacco († 1969)
- 29 marzo - Bob Weighton, supercentenario britannico († 2020)
- 30 marzo - Kurt Caesar, giornalista, fumettista e illustratore tedesco († 1974)
- 30 marzo - Paul-Louis Carrière, vescovo cattolico francese († 2008)
- 30 marzo - Aristide Isotta, insegnante e scrittore svizzero († 1972)
- 30 marzo - Devika Rani, attrice indiana († 1994)
- 31 marzo - Red Norvo, vibrafonista statunitense († 1999)